# Giuseppe Cei
Giuseppe Cei (Cascina, 25 gennaio 1889 – Puteaux, 28 marzo 1911) è stato un aviatore e ingegnere italiano.

## Biografia

### Infanzia
Sin da piccolo iniziò a frequentare Villa Isnard, e fu avviato agli studi dai coniugi Bianchi-Isnard, i quali videro in lui il figlio che non avevano mai avuto.
Manifestò subito la sua predilezione per la meccanica, tanto che già alle scuole elementari costruì un perfetto modello di locomotiva che per tanti anni rimase esposto nel piccolo museo scolastico.
Nel 1907 terminò gli studì presso l'Istituto tecnico "F. Carrara" di Lucca.
Il periodo della scuola fu anche quello in cui Cei si dedicò allo sport con passione ottenendo ottimi risultati.
Sotto la guida di Beppe Nadi di Livorno, Cei vinse il Concorso Internazionale di Scherma tenutosi a Milano nel 1908, nella disciplina della sciabola.

### La passione per il volo
Negli ultimi mesi del 1909 Cei fu a Parigi, centro mondiale del volo, lo sport del momento. Durante la sua permanenza in Francia, Giuseppe Cei frequentò a Parigi la Scuola superiore di costruzione meccanica e di aeronautica del Comandante Roche, tanto che presto gli fu attribuito il titolo di ingegnere. Nello stesso periodo iniziò a volare soprattutto nel campo di aviazione di Issy les Moulineaux. Avrebbe potuto conseguire il brevetto già nei primi mesi del 1910 ma fu costretto a rinviare più volte la prova di conseguimento della licenza di pilota a causa dell'inagibilità del campo conseguente alle abbondanti piogge di quel periodo.
Nell'agosto 1910 fu iscritto alla prima scuola di aviazione italiana presso Pordenone, "La Comina".
Il 1º gennaio 1911 conseguì il brevetto dell'Aeroclub a Parigi, dove nel frattempo era tornato dopo l'esperienza friulana. La sua licenza di volo era la nº 35 Bis.

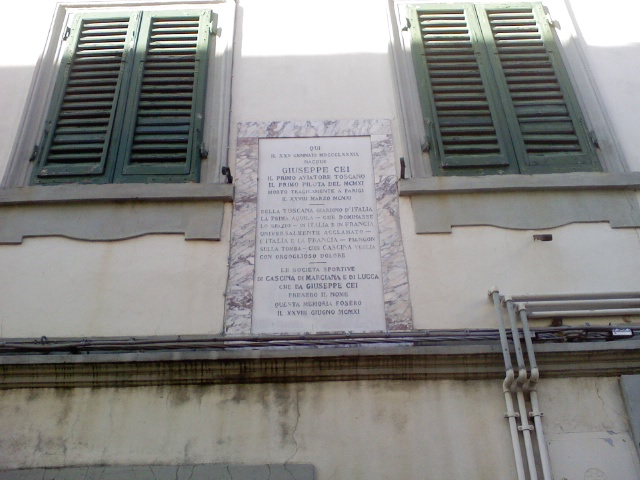
La casa natale di Cei nell'attuale via Curiel a Cascina

Volò nei cieli di Parigi ad un'altezza di circa 1800 metri, con il suo biplano "Farman". Riuscì a stupire i parigini volando a spirale intorno alla Torre Eiffel, atterrando con un "vol planè" a motore spento. Si racconta che il Presidente francese Armand Fallières lo abbia definito "Le roi de l'air", stupito dopo averlo visto passare con il suo Farman sotto i ponti della Senna.

### La morte
Morì il 28 marzo 1911 durante un volo in condizioni meteorologiche sfavorevoli schiantandosi col suo biplano Caudron presso l'isola di Rothschild a Puteaux, ufficialmente per una rottura dei comandi di profondità, anche se alcuni sostennero teorie complottistiche finora mai validate.
Il Cei spiccò il volo da Issy-les-Moulineaux ed era diretto alle officine Ratmanoff a Suresnes, per procurarsi un'elica di ricambio.
Trasportato all'ospedale Beaujon a Clichy, spirò alle ore 21:10 dello stesso giorno. I francesi proclamarono lutto cittadino e il suo feretro sfilò con un lungo corteo per le strade di Parigi, prima di essere caricato su un treno che lo riportò in Italia.
Giuseppe Cei riposa nella cappella di famiglia nel cimitero della sua città natale, Cascina, cittadina in provincia di Pisa, che gli ha dedicato anche una via.